# Harelbeke-Anversa-Harelbeke 1963
L'Harelbeke-Anversa-Harelbeke 1963, sesta edizione della corsa, si svolse il 16 marzo su un percorso di 201 km, con partenza ed arrivo a Harelbeke. Fu vinta dal belga Noël Foré della squadra Faema-Flandria davanti all'olandese Peter Post e all'altro belga Jef Planckaert.

## Ordine d'arrivo (Top 10)
| Pos. | Corridore         | Squadra                  | Tempo    |
| ---- | ----------------- | ------------------------ | -------- |
| 1    | Noël Foré         | Faema-Flandria           | 5h14'00" |
| 2    | Peter Post        | Dr. Mann Labo            | s.t.     |
| 3    | Jef Planckaert    | Faema-Flandria           | s.t.     |
| 4    | Willy Bocklant    | Faema-Flandria           | s.t.     |
| 5    | Julien Gekiere    | Wiel's-Groen Leeuw       | s.t.     |
| 6    | René Thijsen      | Pelforth-Sauvage-Lejeune | a 20"    |
| 7    | Lode Troonbeeckx  | Dr. Mann Labo            | a 35"    |
| 8    | Rik Luyten        | Dr. Mann Labo            | s.t.     |
| 9    | Gabriel Borra     | Faema-Flandria           | s.t.     |
| 10   | Georges Volckaert | Bertin-Porter 39-Milremo | s.t.     |